# Oppidum du Puy du Mur
L'oppidum du Puy du Mur est situé sur les communes de Dallet, Mezel et Vertaizon, en France.

## Localisation
L'oppidum est situé sur les communes de Dallet, Mezel et Vertaizon, dans le département du Puy-de-Dôme, en région Auvergne-Rhône-Alpes.

## Description
L'oppidum du Puy du Mur est un site archéologique occupé depuis le Paléolithique jusqu'à l'époque gallo-romaine. Les vestiges comprennent une enceinte protohistorique et une motte castrale à double fossé et tours d'angle.

## Historique
L'oppidum est inscrit aux au titre des monuments historiques par arrêté du 14 juin 2002,.